# ワールドサッカー (ゲーム)
『ワールドサッカー』は、1993年7月16日に日本のココナッツジャパンエンターテイメントが発売したスーパーファミコン用サッカーゲームである。
このゲームは欧州にてRage Softwareから発売されたAmiga、Atari ST用ゲームソフト『Striker』（1992年）が元になっている。『Striker』の開発はRage Softwareが行い、ゲーム・デザインはジョージ・クリストフォロ、アンディ・リクソン、チャールズ・デイヴィスが担当、音楽はダイビッド・ピール、ヒル・トゥーティル、イアン・モランが担当している。
64チームの国と地域が実名で登録されているが、選手は実在の選手名をアレンジしたものである。また、ワールドチャンピオンシップモードで優勝するとスーパーカップを戦うことができる。スーパーカップでは、64チームの他に2チームとの隠しチームと対戦することができる。
『Striker』はその後様々なプラットフォームに移植されており、スーパーファミコン版の発売時に日本では『ワールドサッカー』に、北米では『World Soccer '94: Road to Glory』というタイトルに変更された。

## 移植版
| No. | タイトル                                                 | 発売日                          | 対応機種           | 開発元        | 発売元                                    | メディア                | 型式                           | 備考 |
| --- | -------------------------------------------------------- | ------------------------------- | ------------------ | ------------- | ----------------------------------------- | ----------------------- | ------------------------------ | ---- |
| 1   | Striker ワールドサッカー World Soccer '94: Road to Glory | 1992年 1993年7月16日 1993年12月 | スーパーファミコン | Rage Software | Elite Systems ココナッツジャパン アトラス | 4メガビットロムカセット | SNSP-KE-UKV SHVC-WO SNS-WO-USA |      |
| 2   | Striker                                                  | 1993年                          | PC/AT互換機        | Rage Software | Rage Software                             | フロッピーディスク      | -                              |      |
| 3   | Striker                                                  | 1994年                          | Amiga CD32         | Rage Software | Gremlin Interactive                       | CD-ROM                  | -                              |      |
| 4   | Striker                                                  | 1995年6月                       | メガドライブ       | Rage Software | セガ                                      | ロムカセット            | 1185-50                        |      |
| 5   | Striker                                                  | 1995年                          | ゲームギア         | Rage Software | セガ                                      | ロムカセット            | 2551-50                        |      |

## スタッフ
- プログラム、デザイン：ジョージ・クリストフォロ
- グラフィック：アンディ・リクソン、カレン・デイヴィス
- 音楽、効果音：ダイビッド・ピール、ヒル・トゥーティル、イアン・モラン
- ゲーム開発：ジョージ・クリストフォロ、アンディ・リクソン、チャールズ・デイヴィス

## 評価
スーパーファミコン版
ゲーム誌『ファミコン通信』の「クロスレビュー」では、7・6・6・5の合計24点（満40点）、『ファミリーコンピュータMagazine』の読者投票による「ゲーム通信簿」での評価は以下の通りとなっており、20.3点（満30点）となっている。
| 項目 | キャラクタ | 音楽 | お買得度 | 操作性 | 熱中度 | オリジナリティ | 総合 |
| 得点 | 3.5        | 3.3  | 3.2      | 3.6    | 3.3    | 3.4            | 20.3 |